# Vicente Ferreira de Castro e Silva
Vicente Ferreira de Castro e Silva (Aracati, 23 de outubro de 1792 — Rio de Janeiro, 28 de janeiro de 1873) foi servidor público e político brasileiro.

## Biografia
Nasceu na então vila de Aracati, Ceará, filho do capitão-mor José de Castro e Silva e de Joana Maria Bezerra de Meneses. Era, portanto, irmão do major João Facundo, de José de Castro e Silva (3.º) e de Manuel do Nascimento Castro e Silva, dentre outros.
Iniciou sua carreira no serviço público em 1810, como amanuense da secretaria do governo; pouco depois, foi nomeado almoxarife dos Reais Armazéns e, em 4 de outubro de 1815, tornou-se secretário do presidente Manuel Inácio de Sampaio.
Acompanhando Targini, o futuro Barão de São Lourenço, em 1820, até o Rio de Janeiro, foi nomeado, em 19 de dezembro de 1821, primeiro escrituário da Junta da Fazenda de Goiás, onde também serviu como secretário. Foi igualmente nomeado escrivão deputado da Junta de Fazenda e ocupou o cargo de inspetor da Contadoria. Voltando à Corte, foi nomeado por dec. de 11 de fevereiro de 1824, oficial da Secretaria de Justiça e, pelo de 12 de fevereiro de 1859, chefe de seção da mesma Secretaria.
Representou a província do Ceará na Assembleia Geral desde 1829 até 2 de maio de 1842, quando se deu a dissolução da quinta legislatura, e de novo em 1845, na sétima legislatura. Em 1847, tendo de proceder-se a nova eleição conjuntamente com a de senadores para preenchimento das vagas deixadas por Manuel do Nascimento e Marquês de Lages, viu seus planos para entrar para a Câmara Alta frustrados pela falta do apoio cabal de José Martiniano de Alencar à sua candidatura. Vicente lhe fora de grande ajuda durante o julgamento dos envolvidos na Confederação do Equador e esperava que o líder liberal fosse o primeiro a lhe dar suporte. Alencar, no entanto, optou por apoiar um parente, o padre Carlos Peixoto de Alencar. Seus cálculos, porém, foram burlados. A Coroa escolheu senadores Francisco de Paula Pessoa e Cândido Batista de Oliveira.
Era condecorado com as comendas da Imperial Ordem de Cristo e da Ordem do Cruzeiro e com o oficialato da Imperial Ordem da Rosa.
Foi casado com D. Firmina Angélica de Castro e Silva (1810 - 1862), com quem teve nove filhos, entre os quais, D. Brasília Angélica de Castro Carreira, casada com o primo, senador Liberato de Castro Carreira; o médico Augusto César de Castro e Silva; e as gêmeas Henriqueta Elisa e Elisa Henriqueta, ambas casadas com o senador Fausto Augusto de Aguiar.